# 池上昌弘
池上 昌弘（いけがみ まさひろ、1947年10月15日 - ）は、東京都世田谷区出身（神奈川県生まれ）の元騎手・元調教師。
息子の池上昌和も調教師で、保田隆芳元調教師は伯父、保田一隆元調教師は従弟、隆芳の孫で声優の河合紗希子とは遠戚にあたる。

## 来歴
1963年に馬事公苑長期騎手養成課程14期生として騎手候補生となり、安田富男・平井雄二・田島良保・小島太と同期である。1967年に中山・古賀嘉蔵厩舎からデビューし、岡部幸雄・福永洋一・柴田政人・伊藤正徳の15期生に清水英次とデビュー年が同じとなる。同年3月4日の東京第9競走5歳以上130万下・フシミ（8頭中7着）で初騎乗を果たした。6月17日の新潟第9競走阿賀野特別・フシミで初勝利を挙げた。1年目から2桁の10勝をマークしたが、翌1968年に先輩の吉永正人と沢峰次が所属していた東京・松山吉三郎厩舎へ移籍し、2年目の1968年には15勝を挙げ、3年目の1969年からは平地の騎乗に専念。1969年からはヒダプレジデントとデビューからコンビを組み、重賞昇格前の新潟3歳Sを勝利。朝日杯3歳S4着、1970年は東京4歳S2着、スプリングS5着など、アローエクスプレス・タニノムーティエのAT対決で沸いた同年4歳路線の脇役を務めた。1970年3月1日、騎手引退と同時に開業した保田隆芳厩舎に移籍し、同厩舎の主戦騎手となった。安田記念で重賞初制覇を飾った直後の6月からメジロアサマに騎乗し、初戦の札幌アカシヤSをレコード勝ちすると、札幌記念2着、函館記念で池上自身の重賞初制覇。秋はオールカマー3着、目黒記念（秋）2着と順調な仕上がりで天皇賞（秋）を迎えた。メジロアサマはマイラー種牡馬と思われていたパーソロン産駒の芦毛で、当時は「芦毛は長距離に向かない。天皇賞で芦毛馬は勝ったことがない」という根拠の薄い定説があったため5番人気の低評価であったが、中団から直線で抜け出し、内から追いすがるフイニイをクビ差退けたほか、外から追い込むアカネテンリュウも下して見事に優勝。メジロアサマのスタミナを考え、直線でギリギリまで追い出しを我慢した池上の好騎乗が光り、人馬共にGI級レース・八大競走初制覇を挙げた。池上は後に「騎手時代の思い出の馬」としてメジロアサマを挙げているが、池上の23歳1ヶ月14日での天皇賞（秋）制覇は、馬事公苑長期騎手課程第14期生では最初の八大競走制覇騎手となり、この記録は1967年に第56回天皇賞で記録した久保田秀次郎の23歳0ヶ月15日の記録に次ぐものであった。
1971年には第12回宝塚記念でメジロムサシの2着に入ったが、3月の目黒記念（春）に続くメジロアサマとのワンツーを決めた。最初のワンツーを決めた目黒記念は当時「メジロ記念」と呼ばれ、3着も共にスピーデーワンダーとこちらも同じであった。表彰式では2頭が揃って記念撮影を行われ、ムサシとアサマは10月に行われたハリウッドターフクラブ賞でもワンツーを決めたが、このレースでは初めてアサマがムサシに勝利した。アサマは引退後に精虫不足で種牡馬として大きな危機を迎えたが、供用3年目で初めて誕生したメジロエスパーダともコンビを組み、休み休みながら6戦4勝を挙げるなど快足ぶりを見せた。
1973年にはハクホオショウで札幌記念・オールカマーを勝ち、絶好調で断然の1番人気に推された天皇賞（秋）ではスタート直後の故障により競走中止した。1974年には自己最多の17勝を挙げるが、同年が最後の2桁勝利となった。
1976年にはトウショウボーイとコンビを組み、無傷の4連勝で皐月賞を制するが、単枠指定で迎えた東京優駿では、池上が同馬について漏らしていた「馬が若いので他馬に寄られると怯むところがある」という弱点をクライムカイザーと加賀武見に突かれ、2着に敗れる。次走の札幌記念も発馬での躓きで2着に敗れ、池上はトウショウボーイを降ろされることとなった。同年は6勝に終わるが、6勝中4勝はトウショウボーイで挙げた。同年10月6日の中山第5競走3歳新馬ではタイプキャストの初仔であるタイプアイバーに騎乗し、マルゼンスキーから大差離された4着に終わり、その後も5戦騎乗したが、1勝もできずに引退している。
1977年以降は、大レースを勝ちだして注目されるようになった同期の安田や小島らと入れ替わる様に、上記にあるように、前年のミスおよび失言もあり、他の厩舎を含めて、信用が失墜したことで、池上はこれまでの活躍ぶりから一転してしまい、重賞勝利はおろか勝利数が激減し、さらには騎乗数そのものも年間2桁台にまで減少した。この年は自己最低の1勝に終わったが、それでも同年の第76回天皇賞では、自厩舎のシタヤロープを3着に持ってくるなどの見せ場を作っていたが、この当時は八大競走を勝利した経験のある騎手が、怪我や不祥事のない限り、前年度との比較で騎乗依頼数が激減することはあまりなかったので、池上クラスでの騎乗依頼数激減は極めて珍しい事例であった。そのため、池上は「史上稀に見る、不運・悲運のJRA騎手の1人」と称されている。
1978年、同年に挙げた6勝のうち、半分の3勝はコレヒロでマークした。そのコレヒロは、池上の騎乗でその第45回東京優駿に出走することが決定していたものの、直前に不具合で出走を取消したため、池上の再度の東京優駿への騎乗は幻となった。セントライト記念ではコレヒロで、同年の第45回東京優駿勝ち馬サクラショウリに次ぐと同時にシービークロスを抑えて2着に入る。コレヒロは同年の第39回菊花賞に出走するが、これが結果的には池上の最後の八大競走出場となった。
その後、1983年も自己最低タイの1勝に終わり、長期の低迷状態に拍車が掛かる状態にまで陥った。その後1986年は1月5日に中山第3競走4歳新馬を16頭中14番人気のセキレイシローで逃げ切り、11月30日には中京第5競走4歳以上400万下を16頭中15番人気のホワイトシローで勝って枠連万馬券を演出した。
1988年には調教師試験に合格し、同年限りで現役を引退。同年1月6日の中山第7競走4歳新馬・シービーナイトが最後の勝利となり、2月29日の東京第12競走4歳以上400万下・ヒダカリュウリン（11頭中2着）が最後の騎乗となった。
引退後の1989年に厩舎を開業し、同年3月5日の中山第8競走4歳以上400万下・サクラホープ（16頭中4着）で初出走を果たすと、4月30日の東京第12競走4歳以上400万下に出走させた同馬で初勝利を挙げた。しかし、調教師に転身後も、騎手時代と同様に、そのほとんどの期間が不遇の時代であった。
それでも、2008年には兵庫チャンピオンシップに条件戦→伏竜ステークスを連勝していたナンヨーリバーを出走させ、スタートで大きく出遅れながらもすぐに2番手まで上昇し、2周目3コーナー手前で先頭を奪うと後方から一気に追い上げたウイントリガーの追い上げを振り切って優勝。兵庫CSで3連勝となり、池上唯一の重賞制覇となった。
2010年6月19日に福島第10競走さくらんぼ特別・ダイワナイトで通算300勝を達成し、2017年には11月11日・翌12日に2日連続1日2勝をマークした。
2018年2月28日付けで定年の為、調教師を引退することになり、最終日の同25日には中山で騎手時代同期の小島らと共にお別れセレモニーが開かれた。
4日の東京第7競走4歳以上500万下・クラークキーが最後の勝利、25日の中山第12競走4歳以上500万下・タケルラグーン（16頭中8着）が最後の出走となった。

## 騎手成績
| 通算成績 | 1着 | 2着 | 3着 | 騎乗数 | 勝率 | 連対率 |
| -------- | --- | --- | --- | ------ | ---- | ------ |
| 平地     | 138 | 140 | 164 | 1670   | .083 | .166   |
| 障害     | 0   | 1   | 2   | 9      | .000 | .111   |
| 計       | 138 | 141 | 166 | 1679   | .082 | .166   |

|            | 日付           | 競馬場・開催  | 競走名         | 馬名             | 頭数 | 人気 | 着順 |
| ---------- | -------------- | ------------- | -------------- | ---------------- | ---- | ---- | ---- |
| 初騎乗     | 1967年3月4日   | 2回東京2日9R  | 5歳以上130万下 | フシミ           | 8頭  | 6    | 7着  |
| 初勝利     | 1967年6月17日  | 2回新潟1日9R  | 阿賀野特別     | フシミ           | 9頭  | 4    | 1着  |
| 重賞初騎乗 | 1968年2月18日  | 2回中山7日10R | 東京4歳S       | ウメノフクオー   | 9頭  | 8    | 9着  |
| 重賞初勝利 | 1970年9月13日  | 1回函館8日9R  | 函館記念       | メジロアサマ     | 13頭 | 2    | 1着  |
| GI級初騎乗 | 1969年12月14日 | 6回中山4日10R | 朝日杯3歳S     | ヒダプレジデント | 13頭 | 9    | 4着  |
| GI級初勝利 | 1970年11月29日 | 6回東京8日9R  | 天皇賞（秋）   | メジロアサマ     | 13頭 | 5    | 1着  |

### 代表騎乗馬
※括弧内は池上騎乗による優勝重賞競走、太字はGI級レース
- メジロアサマ（1970年函館記念・天皇賞 (秋)、1971年アルゼンチンジョッキークラブカップ・ハリウッドターフクラブ賞、1972年アメリカジョッキークラブカップ）
- ハクホオショウ（1973年札幌記念・オールカマー）
- アイアンハート（1974年カブトヤマ記念）
- トウショウボーイ（1976年皐月賞）

その他
- アンドレアモン
- コレヒデ
- シャダイターキン
- ハクセツ

## 調教師成績
|            | 日付          | 競馬場・開催  | 競走名       | 馬名             | 頭数 | 人気 | 着順 |
| ---------- | ------------- | ------------- | ------------ | ---------------- | ---- | ---- | ---- |
| 初出走     | 1989年3月5日  | 2回中山4日8R  | 4歳上400万下 | サクラホープ     | 16頭 | 3    | 4着  |
| 初勝利     | 1989年4月30日 | 2回東京4日12R | 4歳上400万下 | サクラホープ     | 14頭 | 1    | 1着  |
| 重賞初出走 | 1991年8月18日 | 1回函館6日10R | 函館記念     | マジョルカシチー | 14頭 | 14   | 8着  |
| GI初出走   | 2000年4月16日 | 3回中山8日11R | 皐月賞       | マイネルチャージ | 18頭 | 16   | 15着 |

### おもな管理馬
- シルキーラグーン（2004年オーシャンステークスなど、オープン特別競走3勝）
- トウショウギア（2005年越後ステークスなど、オープン特別競走5勝）
- センカク（2008年中京記念2着）
- ナンヨーリバー（2008年兵庫チャンピオンシップなど）
- ドリームバスケット（2013年より在籍。阿部新生厩舎より転厩）

## 主な厩舎スタッフ

### かつて所属していたスタッフ
- 谷中公一（不明 - 2004年、騎手。現役最末期のみ）
- 池崎祐介（2007年、騎手。未勝利でフリーになった）
- 国枝純（2008年 - 2011年、調教助手[7]。調教師の国枝栄の長男）
- 辻哲英（所属時期不明、調教助手）